# Campioni italiani assoluti di atletica leggera - Marcia 35 km femminile
Questa pagina raccoglie un elenco di tutte le campionesse italiane dell'atletica leggera nella 35 km di marcia, specialità che entrò nel programma dei campionati nel 2021, in vista dell'introduzione della distanza ai Giochi olimpici estivi a partire dall'edizione di Parigi 2024, e che è ancora presente. È una gara praticata su strada.

## Albo d'oro
| Anno | Atleta (società)                                   | Prestazione |
| ---- | -------------------------------------------------- | ----------- |
| 2021 | Eleonora Giorgi Gruppo Sportivo Fiamme Azzurre     | 3h00'21"    |
| 2022 | Federica Curiazzi Atletica Bergamo 1959 Oriocenter | 2h52'24"    |
| 2023 | Sara Vitiello GS Self Atletica Montanari & Gruzza  | 2h54'06"    |